# 砂の雫
「砂の雫」（すなのしずく）は、日本のロックバンドであるPINKの楽曲。
1984年6月21日にEPIC・ソニーから1枚目のシングルとしてリリースされた。作詞は實川翔、作曲は福岡ゆたかが担当している。
表題曲は、FUJI CASSETTE『地獄でグッドサウンド』のイメージソングとして使用された。

## 背景
ビブラトーンズに在籍した福岡ユタカ（福岡ゆたか）、矢壁アツノブ、ホッピー神山を中心として前身バンドおPINK兄弟が結成され、やがて東京ブラボーの岡野ハジメ、爆風銃のスティーブ衛藤、ショコラータの渋谷ヒデヒロというメンバーが固まり、1983年にPINKとしてデビューした。
マネージャーに、かつて太田裕美や山下久美子、チャクラなどのディレクターを務めた福岡智彦が担当している。智彦が起用された経緯として、当時太田のバックバンドでドラムを担当していた成沢彰三から、PINKのデモテープを渡されたことがきっかけで、当初はマネージャーとしてEPIC・ソニーに移籍した。その後、表題曲のレコーディングに立ち会い、1984年7月にPINKのディレクターとして、EPIC・ソニーのA&Rと共に転身することとなった。

## リリース、ディスクジャケット
1984年6月21日にEPIC・ソニーから7インチレコードのみでリリースされた。
ディスクジャケットは、タイアップであるFUJI CASSETTE『地獄でグッドサウンド』のキャプチャを採用しており、メンバーは大きくショックを受けたという。

## 収録曲
| 全編曲: PINK。 |                       |            |            |      |
| #              | タイトル              | 作詞       | 作曲       | 時間 |
| 1.             | 「砂の雫」            | 實川翔     | 福岡ゆたか | 3:46 |
| 2.             | 「HINEMOS(ヒネモス)」 | 福岡ゆたか | PINK       | 4:29 |
| 合計時間:      | 合計時間:             | 合計時間:  | 合計時間:  | 8:15 |

## リリース日一覧
| No. | リリース日    | レーベル     | 規格       | 規格品番        | 備考 |
| --- | ------------- | ------------ | ---------- | --------------- | ---- |
| 1   | 1984年6月21日 | EPIC・ソニー | 07・5H-206 | 7インチレコード |      |

## 収録作品

### アルバム
| 楽曲                  | アルバム            | 発売日        | 備考                                        |
| --------------------- | ------------------- | ------------- | ------------------------------------------- |
| 「砂の雫」            | 『DAYDREAM TRACKS』 | 1987年7月22日 | ベスト・アルバム                            |
| 「砂の雫」            | 『PINK BOX』        | 2013年5月22日 | - CD-BOX - Disc-7『レア・トラック集』に収録 |
| 「HINEMOS(ヒネモス)」 | 『DAYDREAM TRACKS』 | 1987年7月22日 | ベスト・アルバム                            |
| 「HINEMOS(ヒネモス)」 | 『PINK BOX』        | 2013年5月22日 | - CD-BOX - Disc-7『レア・トラック集』に収録 |